# Natação no Campeonato Mundial de Esportes Aquáticos de 2009 - 4x100 m medley feminino
A prova do revezamento 4x100 metros medley feminino da natação no Campeonato Mundial de Esportes Aquáticos de 2009 ocorreu no dia 1 de agosto no Stadio del Nuoto em Roma.

## Recordes
Antes desta competição, os recordes mundiais e do campeonato nesta prova eram os seguintes:
| Tipo                  | Atleta    | Tempo   | Local     | Data                 | Ref |
| --------------------- | --------- | ------- | --------- | -------------------- | --- |
|                       | Austrália | 3:52,69 | Pequim    | 17 de agosto de 2008 | ver |
| Recorde do campeonato | Austrália | 3:55,74 | Melbourne | 31 de março de 2007  | ver |

## Medalhistas
| Ouro                                                      | Prata | Bronze                                                                       |
| China · Jing Zhao · Huijia Chen · Liuyang Jiao · Zhesi Li | Austrália · Emily Seebohm · Sarah Katsoulis · Jessicah Schipper · Lisbeth Trickett · Sally Foster* · Stephanie Rice* · Shayne Reese* | Alemanha · Daniela Samulski · Sarah Poewe · Annika Mehlhorn · Britta Steffen |

*Nadaram apenas as eliminatórias, mas receberam medalhas

## Resultados

### Eliminatórias
Estes são os resultados das eliminatórias:
| Pos. | País               | Tempo   | Bateria | Raia | Notas                 |
| ---- | ------------------ | ------- | ------- | ---- | --------------------- |
| 1    | CHN China          | 3:56.14 | 2       | 4    |                       |
| 2    | JPN Japão          | 3:57.44 | 2       | 5    |                       |
| 3    | GER Alemanha       | 3:57.75 | 2       | 3    |                       |
| 4    | NED Países Baixos  | 3:58.05 | 2       | 6    |                       |
| 5    | GBR Grã-Bretanha   | 3:58.18 | 4       | 5    |                       |
| 6    | CAN Canadá         | 3:58.23 | 4       | 3    |                       |
| 7    | AUS Austrália      | 3:58.36 | 4       | 4    |                       |
| 8    | BRA Brasil         | 3:58.49 | 4       | 6    | Recorde sul-americano |
| 9    | DEN Dinamarca      | 3:58.93 | 3       | 2    |                       |
| 10   | USA Estados Unidos | 3:59.01 | 3       | 4    |                       |
| 11   | SWE Suécia         | 4:01.04 | 3       | 3    |                       |
| 12   | FRA França         | 4:01.05 | 3       | 6    |                       |
| 13   | RUS Rússia         | 4:01.09 | 3       | 5    |                       |
| 14   | HUN Hungria        | 4:03.63 | 4       | 7    |                       |
| 15   | CZE Chéquia        | 4:06.43 | 1       | 4    |                       |
| 16   | UKR Ucrânia        | 4:07.37 | 1       | 7    |                       |
| 17   | POL Polônia        | 4:07.81 | 2       | 2    |                       |
| 18   | NOR Noruega        | 4:08.24 | 1       | 2    |                       |
| 19   | BEL Bélgica        | 4:09.18 | 2       | 9    |                       |
| 20   | ISR Israel         | 4:09.49 | 2       | 1    |                       |
| 21   | BLR Bielorrússia   | 4:09.72 | 4       | 1    |                       |
| 22   | LTU Lituânia       | 4:12.30 | 4       | 8    |                       |
| 23   | SIN Singapura      | 4:12.35 | 3       | 7    |                       |
| 24   | IRL Irlanda        | 4:12.67 | 3       | 1    |                       |
| 25   | BAH Bahamas        | 4:15.59 | 2       | 8    |                       |
| 26   | TPE Taipé Chinês   | 4:18.88 | 3       | 8    |                       |
| 27   | ZIM Zimbabwe       | 4:24.35 | 1       | 1    |                       |
| 28   | MAC Macau          | 4:31.67 | 4       | 0    |                       |
| 29   | KEN Quênia         | 4:34.66 | 1       | 5    |                       |
| 30   | MLT Malta          | 4:34.92 | 1       | 3    |                       |
| 31   | SEN Senegal        | 4:46.20 | 2       | 0    |                       |
| 32   | MOZ Moçambique     | 4:48.62 | 1       | 6    |                       |
| 33   | IND Índia          | 4:53.02 | 3       | 0    |                       |
| 34   | ALB Albânia        | 5:05.95 | 4       | 9    |                       |
| 35   | PAK Paquistão      | 5:33.03 | 3       | 9    |                       |
| -    | ITA Itália         | DSQ     | 4       | 2    |                       |
| -    | VEN Venezuela      | DNS     | 2       | 7    |                       |

### Final
Estes são os resultados da final:
| Pos.              | País              | Raia | Tempo   | Notas           |
| ----------------- | ----------------- | ---- | ------- | --------------- |
| Medalha de ouro   | CHN China         | 4    | 3:52.19 | Recorde mundial |
| Medalha de prata  | AUS Austrália     | 1    | 3:52.58 |                 |
| Medalha de bronze | GER Alemanha      | 3    | 3:55.79 |                 |
| 4                 | GBR Grã-Bretanha  | 2    | 3:57.03 |                 |
| 5                 | NED Países Baixos | 6    | 3:57.31 |                 |
| 6                 | CAN Canadá        | 7    | 3:57.87 |                 |
| 7                 | JPN Japão         | 5    | 3:57.93 |                 |
| 8                 | BRA Brasil        | 8    | 3:58.83 |                 |

## Novos recordes
| Tipo                  | Atleta | Tempo   | Local | Data                | Ref |
| --------------------- | ------ | ------- | ----- | ------------------- | --- |
|                       | China  | 3:52.19 | Roma  | 1 de agosto de 2009 | ver |
| Recorde do campeonato | China  | 3:52.19 | Roma  | 1 de agosto de 2009 | ver |

Legenda
| Recorde mundial       | Recorde mundial (World record)               |                       | Recorde africano                      | Recorde africano (African) |                                           | Q | Classificado por posição (Qualified) |
| Recorde do campeonato | Recorde do campeonato (Championship record)  | Recorde da América    | Recorde da América (Americas)         | q                          | Classificado por melhor tempo (Qualified) |   |                                      |
| Melhor marca do ano   | Melhor marca do ano (World leading)          | Recorde asiático      | Recorde asiático (Asian)              | DNS                        | Não largou (Did not start)                |   |                                      |
| Recorde nacional      | Recorde nacional (National record)           | Recorde europeu       | Recorde europeu (European)            | DNF                        | Não terminou (Did not finish)             |   |                                      |
| Recorde pessoal       | Recorde pessoal do atleta (Personal best)    | Recorde da Oceania    | Recorde da Oceania (Oceania)          | DSQ / DQ                   | Desclassificado (Disqualified)            |   |                                      |
| Recorde da temporada  | Recorde da temporada do atleta (Season best) | Recorde sul-americano | Recorde sul-americano (South America) | NM                         | Sem marca (No mark)                       |   |                                      |